# Ellstorp
Ellstorp är ett bostadsområde i stadsdelen Centrum, Malmö. 
Området ligger mellan Kontinentalbanan och Sallerupsvägen, öster om Nobelvägen. Det tidigare koloniområdet bebyggdes av Hugo Åberg för HSB:s räkning med 1100 lägenheter med början på 1930-talet. Författaren Björn Ranelid växte upp i området.
Bebyggelsen är uppförd enligt lamellhusprincipen men med en större nästan sluten gård i centrum. Stora gräsytor utgör en viktig del av områdets karaktär. Byggnaderna har fått en utformning som är typisk för Malmö under andra halvan av 1930-talet och början av 1940-talet. Funktionalismen utgör grunden men en rad tjugotalsklassicerande detaljer har tillförts.
Vid Ellstorpsparken ligger Ellstorps förskola.